# Équation différentielle à retard
En mathématiques, les équations différentielles à retard (EDR) sont un type d'équation différentielle dans laquelle la dérivée de la fonction inconnue à un certain instant est donnée en fonction des valeurs de la fonction aux instants précédents. Les EDR sont également appelés des systèmes à retard, systèmes avec effet secondaire ou temps mort, systèmes héréditaires, équations à argument déviant, ou équations aux différences différentielles . Elles appartiennent à la classe des systèmes à l' état fonctionnel, c'est-à-dire les équations aux dérivées partielles (EDP) qui sont de dimension infinie, par opposition aux équations différentielles ordinaires (EDO) ayant un vecteur d'état de dimension finie. Quatre points peuvent donner une explication possible à la popularité des EDR:
- L'effet secondaire est un problème appliqué : il est bien connu que, parallèlement aux attentes croissantes en matière de performances dynamiques, les ingénieurs ont besoin que leurs modèles se comportent davantage comme le processus réel. De nombreux processus incluent des phénomènes d'effet secondaire dans leur dynamique interne. De plus, les actionneurs, les capteurs et les réseaux de communication qui sont maintenant impliqués dans les boucles de contrôle de rétroaction introduisent de tels retards. Enfin, à part les retards réels, les décalages temporels sont fréquemment utilisés pour simplifier les modèles d'ordre très élevé. Ensuite, l'intérêt pour les EDR ne cesse de croître dans tous les domaines scientifiques et, en particulier, en ingénierie de contrôle.
- Les systèmes à retard résistent encore à de nombreux contrôleurs classiques : on pourrait penser que l'approche la plus simple consisterait à les remplacer par des approximations de dimension finie. Malheureusement, ignorer les effets correctement représentés par les EDR n'est pas une alternative générale : dans la meilleure situation (retards constants et connus), cela résulte au même degré de complexité dans la conception du contrôle. Dans le pire des cas (retards variant dans le temps, par exemple), il est potentiellement désastreux en termes de stabilité et d'oscillations.
- L'introduction volontaire de retards peut bénéficier le système de contrôle[2].
- Malgré leur complexité, les EDR apparaissent souvent comme de simples modèles de dimension infinie dans le domaine très complexe des équations aux dérivées partielles (EDP).

Une forme générale de l'équation différentielle de retard pour {\displaystyle x(t)\in \mathbb {R} ^{n}} est
{\displaystyle {\frac {\mathrm {d} }{\mathrm {d} t}}x(t)=f(t,x(t),x_{t}),}
où {\displaystyle x_{t}=\{x(\tau ):\tau \leq t\}} représente la trajectoire de la solution dans le passé. Dans cette équation, {\displaystyle f} est un opérateur fonctionnel de {\displaystyle \mathbb {R} \times \mathbb {R} ^{n}\times C^{1}(\mathbb {R} ,\mathbb {R} ^{n})} à {\displaystyle \mathbb {R} ^{n}.}

## Exemples
- Retard continu {\displaystyle {\frac {\mathrm {d} }{\mathrm {d} t}}x(t)=f\left(t,x(t),\int _{-\infty }^{0}x(t+\tau )\,\mathrm {d} \mu (\tau )\right)}
- Retard discret{\displaystyle {\frac {\mathrm {d} }{\mathrm {d} t}}x(t)=f(t,x(t),x(t-\tau _{1}),\dots ,x(t-\tau _{m}))}
- Linéaire avec des retards discrets{\displaystyle {\frac {\mathrm {d} }{\mathrm {d} t}}x(t)=A_{0}x(t)+A_{1}x(t-\tau _{1})+\dots +A_{m}x(t-\tau _{m})}
- Équation du pantographe{\displaystyle {\frac {\mathrm {d} }{\mathrm {d} t}}x(t)=ax(t)+bx(\lambda t),}où a, b et λ sont des constantes et 0 < λ < 1. Cette équation et certaines formes plus générales portent le nom des pantographes des trains[3],[4].

## Résolution des EDR
Les EDR sont principalement résolus de manière progressive avec un principe appelé la méthode des étapes. Par exemple, considérons le EDR avec un seul retard{\displaystyle {\frac {\mathrm {d} }{\mathrm {d} t}}x(t)=f(x(t),x(t-\tau ))}
avec condition initiale donnée {\displaystyle \phi \colon [-\tau ,0]\to \mathbb {R} ^{n}}. Alors la solution sur l'intervalle {\displaystyle [0,\tau ]} est donné par {\displaystyle \psi (t)} qui est la solution du problème de la valeur initiale non homogène{\displaystyle {\frac {\mathrm {d} }{\mathrm {d} t}}\psi (t)=f(\psi (t),\phi (t-\tau )),}
avec {\displaystyle \psi (0)=\phi (0)} . Ceci peut être poursuivi pour les intervalles successifs en utilisant la solution de l'intervalle précédent comme terme non homogène. En pratique, le problème de la valeur initiale est souvent résolu numériquement.

### Exemple
On suppose {\displaystyle f(x(t),x(t-\tau ))=ax(t-\tau )} et {\displaystyle \phi (t)=1}. Ensuite, le problème de la valeur initiale peut être résolu par intégration,
{\displaystyle x(t)=x(0)+\int _{s=0}^{t}{\frac {\mathrm {d} }{\mathrm {d} t}}x(s)\,\mathrm {d} s=1+a\int _{s=0}^{t}\phi (s-\tau )\,\mathrm {d} s,}
c'est-à-dire, {\displaystyle x(t)=at+1}, où la condition initiale est donnée par {\displaystyle x(0)=\phi (0)=1} . De même, pour l'intervalle {\displaystyle t\in [\tau ,2\tau ]} nous intégrons et ajustons la condition initiale,
{\displaystyle {\begin{aligned}x(t)=x(\tau )+\int _{s=\tau }^{t}{\frac {\mathrm {d} }{\mathrm {d} t}}x(s)\,\mathrm {d} s&=(a\tau +1)+a\int _{s=\tau }^{t}\left(a(s-\tau )+1\right)\,\mathrm {d} s\\&=(a\tau +1)+a\int _{s=0}^{t-\tau }(as+1)\,\mathrm {d} s,\end{aligned}}}
c'est-à-dire, {\textstyle x(t)=(a\tau +1)+a(t-\tau )\left({\frac {1}{2}}{a(t-\tau )}+1\right).}

## Réduction à une équation différentielle ordinaire
Dans certains cas, les équations différentielles peuvent être représentées dans un format qui ressemble à des équations différentielles à retard.
- Exemple 1 Considérons une équation{\displaystyle {\frac {\mathrm {d} }{\mathrm {d} t}}x(t)=f\left(t,x(t),\int _{-\infty }^{0}x(t+\tau )\mathrm {e} ^{\lambda \tau }\,\mathrm {d} \tau \right).}

On pose {\displaystyle y(t)=\int _{-\infty }^{0}x(t+\tau )\mathrm {e} ^{\lambda \tau }\,\mathrm {d} \tau } pour obtenir un système d'EDO{\displaystyle {\frac {\mathrm {d} }{\mathrm {d} t}}x(t)=f(t,x,y),\quad {\frac {\mathrm {d} }{\mathrm {d} t}}y(t)=x-\lambda y.}
- Exemple 2 Une équation{\displaystyle {\frac {\mathrm {d} }{\mathrm {d} t}}x(t)=f\left(t,x(t),\int _{-\infty }^{0}x(t+\tau )\cos(\alpha \tau +\beta )\,\mathrm {d} \tau \right)}est équivalente à {\displaystyle {\frac {\mathrm {d} }{\mathrm {d} t}}x(t)=f(t,x,y),\quad {\frac {\mathrm {d} }{\mathrm {d} t}}y(t)=\cos(\beta )x+\alpha z,\quad {\frac {\mathrm {d} }{\mathrm {d} t}}z(t)=\sin(\beta )x-\alpha y,}où{\displaystyle y(t)=\int _{-\infty }^{0}x(t+\tau )\cos(\alpha \tau +\beta )\,\mathrm {d} \tau ,\quad z(t)=\int _{-\infty }^{0}x(t+\tau )\sin(\alpha \tau +\beta )\,\mathrm {d} \tau .}

## L'équation caractéristique
Comme pour les EDOs, de nombreuses propriétés des EDR linéaires peuvent être caractérisées et analysées à l'aide de l'équation caractéristique. L'équation caractéristique associée à l'EDR linéaire à retards discrets{\displaystyle {\frac {\mathrm {d} }{\mathrm {d} t}}x(t)=A_{0}x(t)+A_{1}x(t-\tau _{1})+\dots +A_{m}x(t-\tau _{m})}est{\displaystyle \det(-\lambda I+A_{0}+A_{1}\mathrm {e} ^{-\tau _{1}\lambda }+\dotsb +A_{m}\mathrm {e} ^{-\tau _{m}\lambda })=0.}Les racines λ de l'équation caractéristique sont appelées racines caractéristiques ou valeurs propres et l'ensemble de solutions est souvent appelé spectre. En raison de l'exponentielle dans l'équation caractéristique, le EDR a, contrairement au cas EDO, un nombre infini de valeurs propres, ce qui rend une analyse spectrale plus complexe. Le spectre possède cependant certaines propriétés qui peuvent être exploitées dans l'analyse. Par exemple, même s'il existe un nombre infini de valeurs propres, il n'y a qu'un nombre fini de valeurs propres à droite de toute ligne verticale dans le plan complexe.[réf. nécessaire]
Cette équation caractéristique est un problème propre non linéaire et il existe de nombreuses méthodes pour calculer numériquement le spectre. Dans certaines situations particulières, il est possible de résoudre explicitement l'équation caractéristique. Considérez, par exemple, le EDR suivant :
{\displaystyle {\frac {\mathrm {d} }{\mathrm {d} t}}x(t)=-x(t-1).}L'équation caractéristique est{\displaystyle -\lambda -\mathrm {e} ^{-\lambda }=0.}Il existe un nombre infini de solutions à cette équation pour le complexe λ. Ils sont donnés par
{\displaystyle \lambda =W_{k}(-1),}
où Wk est la ke branche de la fonction W de Lambert.

## Applications
- Dynamique du diabète [7]
- Épidémiologie [8],[9]
- Dynamique des populations [10],[11]
- Électrodynamique classique [12]